# Hyophila angustifolia
Hyophila angustifolia là một loài rêu trong họ Pottiaceae. Loài này được Paris & Renauld mô tả khoa học đầu tiên năm 1902.